# Seeschlacht bei Tsushima
Port Arthur (Seeschlacht) – Tschemulpo – Yalu – Nanshan – Te-li-ssu – Hitachi-Maru-Vorfall – Motien-Pass – Tashihchiao – Hsimucheng – Port Arthur (Belagerung) – Gelbes Meer – Ulsan – Korsakow – Liaoyang – Shaho – Sandepu – Mukden – Tsushima – Sachalin
Die Seeschlacht bei Tsushima (japanisch 日本海海戦 Nihon-kai kaisen, deutsch ‚Seeschlacht im Japanischen Meer‘; russisch Цусимское сражение Zusimskoje sraschenije) fand vom 14. Maijul. / 27. Mai 1905greg. bis zum folgenden Tag in der Koreastraße zwischen der japanischen Flotte unter Admiral Tōgō Heihachirō und dem russischen Zweiten Pazifik-Geschwader unter dem Kommando von Admiral Sinowi Petrowitsch Roschestwenski statt. Die Seeschlacht endete mit einer vernichtenden Niederlage der russischen Seite und war vorentscheidend für den Ausgang des Russisch-Japanischen Krieges.

## Vorgeschichte

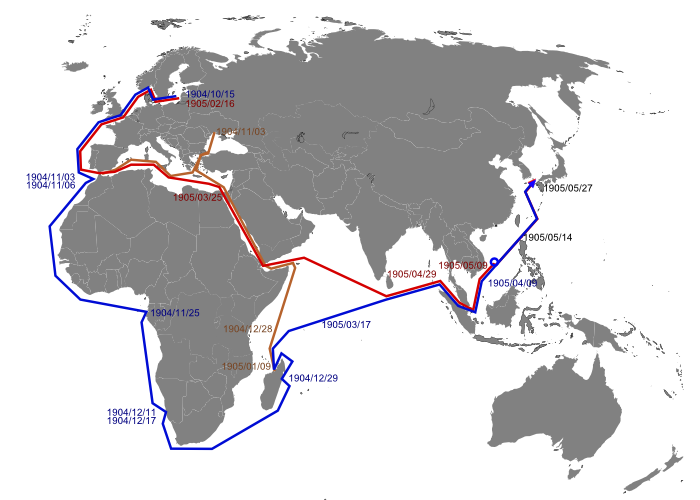
Die Baltische Flotte musste etwa 18.000 Seemeilen von ihren Heimathäfen zurücklegen, bis sie auf die Japaner traf.

Nach der strategischen Niederlage in der Schlacht im gelben Meer, und damit noch vor dem Fall von Port Arthur am 2. Januar 1905, wurde das aus Teilen der Baltischen Flotte bestehende Zweite Pazifik-Geschwader unter dem Kommando von Sinowi Roschestwenski am 15. Oktober 1904 auf die achtmonatige und 18.000 Seemeilen lange Fahrt ins japanische Meer entsandt, um die Reste der russischen Pazifikflotte in Wladiwostok zu entsetzen. Die russische Flotte sah sich von Beginn ihrer Reise an mit verschiedensten Problemen konfrontiert. Neben der Bereitstellung von Kohle stellte die Besetzung der Flotte mit gut ausgebildeten Männern die größte Schwierigkeit dar. Unter den 12.000 Mann, die benötigt wurden, um alle Schiffe zu besetzen, befanden sich viele Kriminelle und Gegner der Monarchie. Der japanischen Seite blieb diese lange und noch durch den Doggerbank-Zwischenfall verzögerte Reise nicht verborgen. Daher nutzte Admiral Tōgō die Zeit bis zur Ankunft der russischen Flotte, um seine Schiffe zu reparieren und seine Mannschaften mit zahlreichen Manövern und Geschützdrill auf die kommende Schlacht vorzubereiten.

## Die Flotten

### Die japanische Flotte
Entgegen der Erwartung der russischen Führung war die japanische Flotte bei Ausbruch des Krieges in einem ausgezeichneten Zustand. Der Großteil der japanischen Einheitslinienschiffe und Kreuzer war zwar bereits vor der Jahrhundertwende gebaut worden, stand den moderneren russischen Schiffen jedoch hinsichtlich Ausrüstung und Kampfkraft in nichts nach. Im Verband befanden sich auch modernste Einheiten, die vom mit Japan verbündeten Großbritannien geliefert worden waren. Der Ausbildungsstand in der japanischen Flotte galt unter Fachleuten als hervorragend. Im Vergleich zu russischen Matrosen, die oftmals nur während der Sommermonate ihre Manöverübungen abhielten, verbrachten die japanischen Seeleute fast das gesamte Jahr auf See. Dadurch kannten sie Schiff und Ausrüstung besser und konnten auch umfangreichere Gefechtsübungen absolvieren. Admiral Tōgō und einige seiner ihm unterstellten Offiziere hatten die Seekriegführung an britischen Marineakademien erlernt. Nicht zuletzt hatten die Japaner in der Belagerung von Port Arthur und im Gelben Meer wichtige Kampferfahrung sammeln können. Sie gingen, ermutigt durch diese ersten Erfolge, überaus siegesgewiss und motiviert in das Gefecht.

### Die russische Flotte

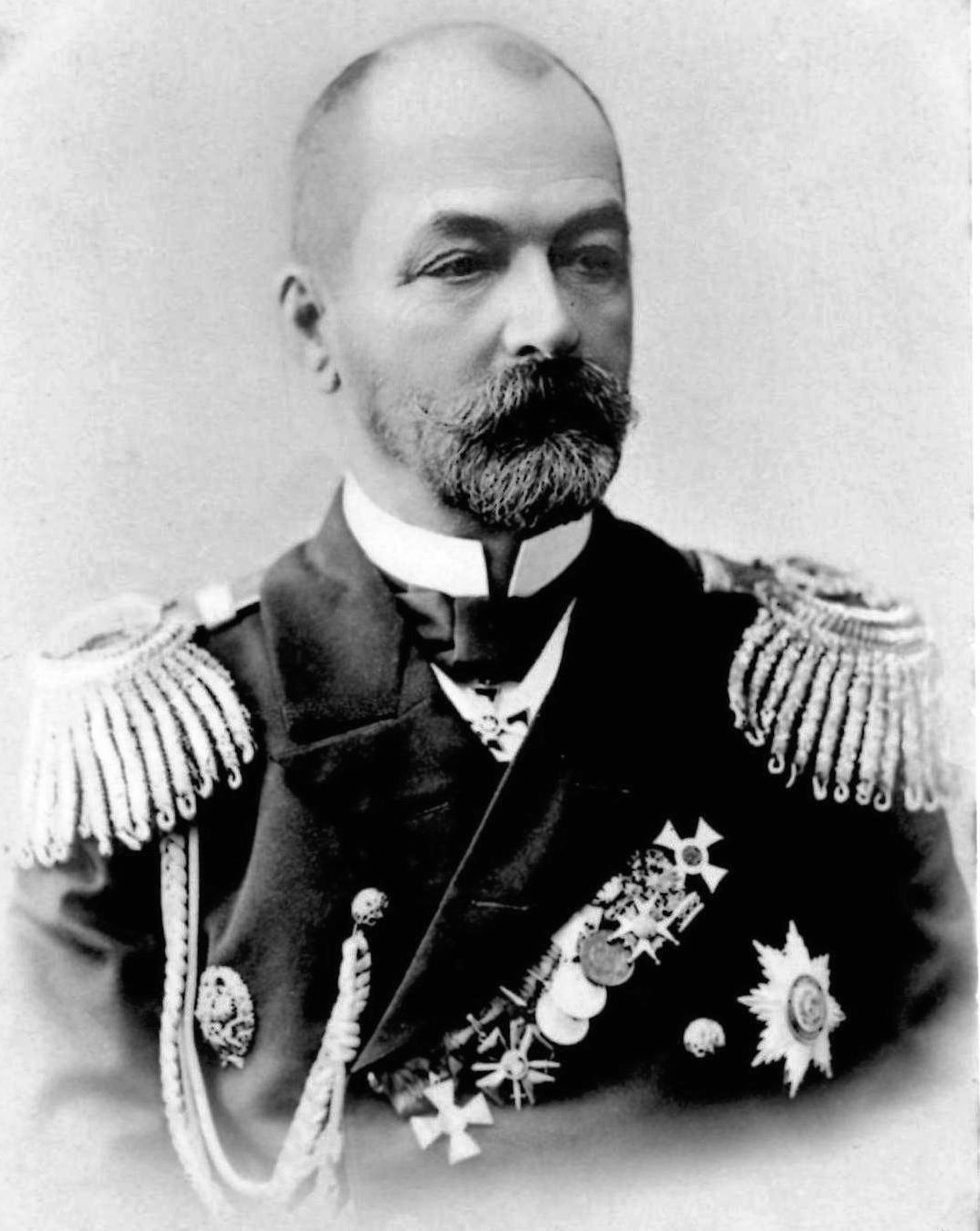
Admiral Sinowi Roschestwenski

Das Zweite russische Pazifikgeschwader bestand aus einer Vielzahl unterschiedlicher Schiffe. Nur die Knjas Suworow, die Imperator Alexander III., die Borodino und die Orjol waren neuerer Bauart und einheitlichen Typs (Borodino-Klasse). Der Rest des Verbandes bestand aus teils veralteten Kreuzern und verschiedenen leichten Einheiten. Wegen der langsamen Küstenpanzerschiffe konnte das Geschwader nur eine Geschwindigkeit von knapp 10 Knoten fahren. Die mitgeführten Hilfsschiffe (Transportschiffe, Werkstattschiff und Lazarettschiff) stellten eine zusätzliche Belastung dar. Alle diese Faktoren setzten die Kampfkraft der russischen Flotte erheblich herab. Schwerer als die technischen Faktoren wog jedoch, dass die Moral der russischen Matrosen durch die sich abzeichnende Revolution, stetige Konflikte mit den Offizieren und die lange und von Schwierigkeiten begleitete Fahrt zermürbt war.

## Japanischer Schlachtplan
Auch wenn es im Generalstab der Marine erhebliche Befürchtungen gab, dass die russische Flotte nicht nach Norden ziehen, sondern einen Punkt südlich irgendwo vor der chinesischen Küste einnehmen würde, richtete der ranghöchste Stabsoffizier der Flotte, Akiyama Saneyuki, seine Pläne nach der Wahrscheinlichkeit aus, dass der Feind Wladiwostok ansteuern würde. Von den beiden hierfür naheliegenden Routen, via Tsugarustraße oder via Koreastraße, nahm Akiyama die letztere an. Um sich Roschestwenskis Versuch, diese Meerenge zu überwinden, entgegenzustellen, plante Akiyama eine offensive Verteidigung. Strategisch sah er eine Verteidigung in der Tiefe vor, taktisch plante er eine Reihe von Schlägen in mehreren Phasen, um den Feind innerhalb von zwei Tagen zu vernichten. Akiyama kombinierte Strategie und Taktik zu einem siebenstufigen Zermürbungsplan, der sowohl Angriffe der schweren Einheiten bei Tageslicht als auch nächtliche Angriffe durch Zerstörer und Torpedoboote vorsah. Zunächst sollte die russische Flotte mit Zerstörern und Torpedobooten abgefangen werden, um ihr Vorankommen zu verlangsamen. In der zweiten Phase würden die Hauptstreitkräfte einen direkten Angriff auf den sich nähernden Feind starten, wenn dieser versuchte, die Meerenge zu passieren. Weitere nächtliche Angriffe und Auffangoperationen würden die Reste der russischen Flotte in Richtung des verminten Hafens von Wladiwostok treiben.

## Die Schlacht

### Auftakt

Karte der Seeschlacht bei Tsushima

In der Nacht auf den 27. Mai näherte sich die russische Flotte tatsächlich der Koreastraße. Die russische Formation war über ein weites Gebiet verteilt in sechs getrennten Kolonnen unterwegs, was die Führung und Kontrolle bei schlechter Sicht sehr erschwerte. Roschestwenski auf der Knjas Suworow führte die 1. Division an, gefolgt von der Imperator Alexander III., der Borodino und der Orjol. Eine Gruppe von zwei leichten Kreuzern und vier Zerstörern deckte seine Steuerbordseite, die der japanischen Küste zugewandt war. Dahinter und an Backbord führte die Osljabja die 2. Division an, gefolgt von der Sissoi Weliki, der Nawarin und dem Kreuzer Admiral Nachimow. Die 3. Division bestehend aus der General-Admiral Apraxin, der Admiral Senjawin und der Admiral Uschakow wurde von Konteradmiral Nebogatow auf der Imperator Nikolai I geführt. Ihm folgte eine Kreuzerdivision, die die Hilfsschiffe begleitete.
Der Großteil der japanischen Seestreitkräfte befand sich zu diesem Zeitpunkt an der koreanischen Küste in Masan. Die japanische Aufklärung hatte allerdings den Kontakt zur russischen Flotte verloren. Daher entsandte Admiral Tōgō die 5. und 6. Division unter Vizeadmiral Kataoka in die Tsushima-Straße und die 3. Division unter Vizeadmiral Dewa sowie fünf Zerstörerflottillen in die Miura-Bucht auf der Insel Tsushima. Schlechtes Wetter schränkte die Sicht der japanischen Aufklärer so ein, dass die Kolonnen verdunkelter russischer Kriegsschiffe unentdeckt durch die Meerenge schlüpfen konnten. Die Orjol im hinteren Teil der russischen Formation behielt jedoch ihre Beleuchtung an und wurde um 04:30 Uhr von der Shinano Maru zwischen den Inseln Tsushima und Iki gesichtet. Nachdem Admiral Tōgō per Funk informiert worden war, verließ die japanische Flotte um 05:05 Uhr Masan mit 14 Knoten (26 km/h) in östlicher Richtung in der Hoffnung, die russische Flotte nordöstlich von Tsushima abzufangen. Im Laufe des Vormittags nahm die Zahl der japanischen Aufklärungsschiffe zu. Obwohl sie sich in Reichweite der Schlachtschiffe befanden, wurde kein Befehl zum Feuern gegeben. Nur die Orjol eröffnete das Feuer auf einen der japanischen Kreuzer in einer Entfernung von 9 km, um ihn zu vertreiben. Gegen 12.00 Uhr befahl Roschestwenski – wahrscheinlich in Erwartung eines japanischen Angriffs von Osten – seiner Ersten und Zweiten Division, sich aus der Formation zu lösen, nach Steuerbord zu wenden und die Geschwindigkeit zu erhöhen. Doch gerade als die erste Division das Manöver beendet hatte, veranlasste das erneute Auftauchen japanischer Kreuzer Roschestwenski, seine Meinung zu ändern. Er befahl der ersten Division, ihre Position wieder einzunehmen, und der zweiten, ihren Kurs beizubehalten.

### Das Hauptgefecht
Gegen 13:20 Uhr waren beide Flotten 11 km voneinander entfernt. Die Japaner schlossen zu den Russen von Norden her an Steuerbord auf. Roschestwenski wähnte sich im Vorteil, da er seine Schiffe entweder nach Backbord oder nach Steuerbord bewegen konnte, um das „crossing the T“-Manöver durchzuführen. Gegen 13:40 Uhr drehten die Japaner in einer Kolonne nach Nordwest-Nord. Die Japaner fuhren in Kiellinienformation mit 14 Knoten. Um 13:55 Uhr gab Tōgō das Signal:

「皇国ノ興廃此ノ一戦ニ在リ、各員一層奮励努力セヨ」

„Kōkoku no kōhai kono issen ni ari kakuin issō funrei doryoku seyo“

„Das Schicksal des Reiches ruht auf dieser einen Schlacht, jeder Mann soll sein Bestes geben“

Danach wandte er sich mit der japanischen Flotte im Abstand von 11 km zur russischen nach Westen. Um 14:00 Uhr wendeten die Japaner nacheinander nach Backbord, Westsüdwest. Zuerst sah es aus, als ob die beiden Flotten aneinander vorbeifahren und es zu einem Passiergefecht kommen würde. Doch dann kehrten die Japaner ihre Richtung um und schwenkten nacheinander auf einen Kurs nach Ostnordost – der schwächeren russischen Flanke zu, die von der Osljabja angeführt wurde. Daraufhin eröffnete die Knjas Suworow um 14:10 Uhr aus einer Entfernung von 7.000 Meter das Feuer auf die Mikasa und die Shikishima. Die Japaner blieben auf ihrem Kurs, bis sie den Abstand auf 6.400 m verringert hatten.

Ablauf der Kampfhandlungen am 27. Mai 1905

Nachdem die Fuji und die Asahi ihre Wende beendet hatten, befahl Tōgō seiner Flotte, das Feuer zu erwidern. Die russische Linie geriet in Unordnung. Das Manöver zur Bildung einer Schlachtlinie war so misslungen, dass einige Schiffe der zweiten und dritten Division ihre Maschinen stoppen mussten, um Kollisionen zu vermeiden. Trotz starker Winde und hoher Wellen konnten die japanischen Schiffe ihre Geschwindigkeit aufrechterhalten. Während beide Flotten auf parallelem Kurs fuhren, entwickelte sich ein massives Feuergefecht, wobei die Russen mit 42 Kanonen gegenüber nur 17 Geschützen auf Seiten der Japaner im Vorteil schienen. Die japanischen schweren Geschütze hatten jedoch eine doppelt so hohe Feuerrate und dank ihrer Barr & Stroud FA3-Entfernungsmesser war ihre Feuerleitung hervorragend. Während die russischen Schlachtschiffe an der Spitze ihr Feuer auf die Mikasa und die Shikishima konzentrierten, feuerten die älteren Schlachtschiffe auf die hinteren Kreuzer von Kamimura. Die Mikasa und die Asahi erwiderten das Feuer auf die Knjas Suworow und die Shikishima, die Fuji, die Nisshin und die Kasuga bekämpften die näher gelegene Osljabja. Unter dem schweren japanischen Feuer begann sich die russische Formation aufzulösen. Nachdem die Osljabja mehrmals getroffen und schwer beschädigt worden war, drehte das Schiff nach Steuerbord ab und kenterte 20 Minuten später. Etwa zur gleichen Zeit wurde die Knjas Suworow schwer getroffen, wodurch ihre Ruderanlage außer Kontrolle geriet und Roschestwenski verwundet wurde.
Die Imperator Alexsander III übernahm nun die Führung und änderte den Kurs der Formation nach Norden, um die japanische Linie von hinten zu umgehen. Tōgō befahl jedoch jedem seiner Schiffe, eine Wende auf Kurs West Nord West, um diesem Manöver zu begegnen. Der russische Kreuzer Schemtschug antwortete mit einem Torpedoangriff, wurde aber durch schweres Geschützfeuer zurückgedrängt. Als Tōgō sah, dass sich die Knjas Suworow nach Südosten entfernte, befahl er, das Feuer auf sie zu verstärken. Um den Druck von der Knjas Suworow zu nehmen, steuerte die Imperator Alexander III. direkt auf die Flotte von Tōgō zu, um sie zurückzudrängen. Kurz darauf lenkte die Borodino, die nun die Führung übernahm, die Flotte nach Süden und verschwand im Nebel. Die Japaner eröffneten das Feuer auf die sich rasch nähernde Imperator Alexander III., deren Vorschiff und Brücke von mehreren Salven getroffen wurden. Dank der Imperator Alexander III., die bei diesem Manöver schwer beschädigt wurde, konnte die russische Flotte dem heftigen japanischen Bombardement entkommen. In der Zwischenzeit tauchten Kamimuras Kreuzer, nachdem sie über 30 Minuten lang nach Süden gefahren waren, auf der Backbordseite des russischen Geschwaders auf. Tōgō hatte seine Kreuzer mit hoher Geschwindigkeit vorausgeschickt, um den Kontakt wiederherzustellen. Als die Borodino gegen 17:05 Uhr Kamimuras herannahende Kreuzer sichtete, vollzog sie eine Wende hart nach Steuerbord und setzte ihren Kurs nach Norden fort. Obwohl die japanischen Schlachtschiffe über 14 km nordöstlich lagen, konnten sie ihren Geschwindigkeitsvorteil von 4 Knoten (7 km/h) nutzen und zu den russischen Schiffen aufschließen.
Für ein weiteres Feuergefecht waren die russischen Schlachtschiffe in schlechtem Zustand. Die Borodino hatte durch einen Treffer in der Nähe der Wasserlinie schwere Schlagseite nach Steuerbord. Die Imperator Alexander III. und die Orjol waren ebenfalls schwer beschädigt und ihre Besatzungen hatten erhebliche Verluste zu verzeichnen. Die Schiffe der 2. und 3. Division waren noch einigermaßen intakt, hatten aber Schwierigkeiten, zur 1. Division aufzuschließen.
Gegen 18:00 Uhr hatten sich die japanischen Schlachtschiffe bis auf 6 km der russischen Schlachtlinie genähert. Die Japaner konzentrierten ihr Feuer auf die Borodino und die Imperator Alexander III., die nur schwaches Feuer erwidern konnten. Beide Schiffe bekamen durch zahlreiche Treffer bald eine starke Schlagseite nach Steuerbord, so dass sie ihre verbliebene Bewaffnung kaum noch einsetzen konnten. Um 18:30 Uhr traf eine weitere japanische Salve die Imperator Alexander III., die daraufhin nach Backbord abdrehte und um 18:50 Uhr sank. Von der 825-köpfigen Besatzung gab es keine Überlebenden. Etwa zur gleichen Zeit wurde auch die Borodino getroffen, die nach einer Explosion in einem ihrer Geschützmagazine um 19:30 sank. Der einzige Überlebende war der Seemann 1. Klasse Semjon Juschin, der nach zwölf Stunden im Meer gerettet werden konnte. Nach dem Untergang der Borodino übernahm die Orjol das Kommando und setzte ihren Kurs in nordöstlicher Richtung nach Wladiwostok fort. Damit war das Hauptgefecht für den 27. Mai beendet und die Gefechtslinien trennten sich.
Mit schwindendem Tageslicht befahl Tōgō gemäß dem japanischen Schlachtplan den Zerstörern und Torpedobooten, der flüchtenden russischen Flotte nachzusetzen und sie zu vernichten. Das anhaltend neblige Wetter begünstigte die Flucht der Russen. Gegen 20:15 Uhr schaltete die Nawarin jedoch ihre Suchscheinwerfer ein, um japanische Torpedoboote aufzuspüren. Durch diesen leichtsinnigen Fehler gelang es den Japanern, die Position der russischen Flotte zu ermitteln; im anschließenden Gefecht wurden die Admiral Nachimow, die Wladimir Monomach und die Sissoi Weliki versenkt.

### Der 28. Mai
Die meisten der verbliebenen russischen Schiffe fuhren noch immer nach Norden, aber einige wenige wandten sich nach Süden, um neutrale Häfen zu erreichen, wo sie interniert wurden. Am Morgen des 28. Mai wurde der Kern der verbliebenen russischen Flotte von den japanischen Kriegsschiffen entdeckt und umstellt. Konteradmiral Nebogatow erkannte seine Lage und signalisierte seine Kapitulation. Gegen Mittag wurde das russische Torpedoboot Buiny, das Admiral Roschestwenski und die überlebenden Stabsoffiziere von der versenkten Knjas Suworow an Bord genommen hatte, von den Japanern entdeckt. Damit gerieten auch Admiral Roschestwenski und sein Stab in japanische Gefangenschaft.

## Verluste

### Russland
Von den 25 russischen Kriegsschiffen wurden insgesamt 21 versenkt, erobert oder so schwer beschädigt, dass sie aufgegeben werden mussten.
Während der Schlacht wurden 4.830 russische Seeleute getötet und viele weitere zum Teil schwer verwundet. Von den überlebenden russischen Offizieren und Matrosen gerieten 5.918 in japanische Gefangenschaft. Unter den Gefangenen waren auch Roschestwenski und Nebogatow.
Der Kreuzer Isumrud lief in der Wladimirbucht kurz vor dem Ziel auf ein Riff und wurde von der eigenen Besatzung gesprengt. Die Aurora, die Schemtschug und der schwer beschädigte Kreuzer Oleg konnten sich bis auf die Philippinen durchschlagen, wo alle drei Schiffe im Hafen von Manila interniert wurden. Drei weiteren russischen Schiffen gelang die Flucht in neutrale Häfen, wo sie interniert wurden. Nur wenigen russischen Schiffen – den Torpedobooten Grosny und Brawy sowie Almas – gelang die Flucht nach Wladiwostok.

### Japan
Im Gegensatz zu den Russen hatte die japanische Flotte vergleichsweise geringe Verluste erlitten. Drei Torpedoboote waren gesunken und 11 weitere Schiffe hatten leichte bis mittlere Schäden erlitten. Insgesamt waren zwischen 110 und 117 japanische Seeleute gefallen und zwischen 587 und 590 verwundet worden.

## Schlussbetrachtungen

### Ursachen der russischen Niederlage
Die japanische Artillerie war einer der Hauptgründe für den japanischen Sieg. Dies wird durch die überlegene Feuerrate der japanischen Geschütze bestätigt. Die Unterlegenheit bei den großen Geschützen machten sie durch ihre Geschicklichkeit bei der Bedienung der Geschütze wett. Die japanische Überlegenheit war also nicht so sehr auf die Anzahl der Treffer zurückzuführen, sondern auf den relativen Schaden pro Treffer. Die japanischen Schiffe waren robust und die russischen Geschosse waren oft Blindgänger, während die Japaner HC-Granaten bevorzugten, die die vierfache Sprengladung von panzerbrechenden Geschossen enthielten. Weitere Gründe für die russische Niederlage waren der Geschwindigkeitsnachteil und die Inhomogenität ihrer Flotte. Auf der anderen Seite zeigten die Japaner ein hohes Maß an Schiffsführung. Sie wendeten innerhalb von sechzig Minuten gleichzeitig fünf Mal hintereinander. Was schließlich die Führung betrifft, so war Tōgō vorsichtig, aber entschlossen und kampferprobt. Seine Behutsamkeit und Unerschütterlichkeit verhinderten frühe Fehler. Strategisch gesehen gibt es an der japanischen Planung nur wenig auszusetzen. Taktisch entschieden sich die Japaner dafür, auf entscheidende Entfernungen zu kämpfen, die Initiative gleich zu Beginn des Kampfes zu ergreifen und den Feind daran zu hindern, sich einen Vorsprung zu verschaffen.
Viele Fehler können dabei direkt oder indirekt dem russischen Geschwaderchef Roschestwenski angelastet werden:
Für den Fall des Ausscheidens des Flaggschiffes sollte das nachfolgende Schiff die Führung des Geschwaders übernehmen. Dies führte mehrfach dazu, dass das gesamte Geschwader mit den noch lebenden Admiralen und Stabsoffizieren einem einzelnen Schiff folgte. Das Spitzenschiff war dem feindlichen Beschuss dabei stets am stärksten ausgesetzt. Die wenigsten russischen Kommandanten konnten sich zu einem eigenverantwortlichen Handeln entschließen. Die russische Flotte verhielt sich in ihrer Gesamtheit zu passiv und der Schlachtverlauf wurde während der ganzen Zeit durch Admiral Tōgō diktiert. Zu allem Überfluss waren in der Vorbereitungsphase des Geschwaders schwerwiegende Fehler bei der Bewaffnung und Bemannung der Schiffe gemacht worden, die erst während der Schlacht offenbar wurden. Unter anderem war der Feuchtigkeitsgehalt der russischen Granaten gesteigert worden, um während der Fahrt durch tropische Gewässer die Gefahr der Selbstentzündung zu minimieren. Dies führte dazu, dass während der Schlacht nur ein Bruchteil der russischen Granaten beim Aufschlag explodierte. Die Russen verwendeten panzerbrechende Geschosse, die erst im Inneren des Schiffes explodierten und dabei eine geringe Rauchwirkung aufwiesen. Dies erschwerte den russischen Geschützführern die Bewertung ihrer Treffergenauigkeit, so dass keine vernünftige Fehlerkorrektur erfolgen konnte. Die japanischen Geschosse enthielten zudem mehr Schimose-Sprengstoff, der auch weit wirkungsvoller war als das von den Russen verwendete Pyroxilin.

### Politische Folgen
Die Niederlage bei Tsushima stellte die Weichen für die Beendigung des Krieges. Japans militärischer Sieg über Russland war ein deutliches Zeichen für die erfolgreiche Entwicklung Japans vom Feudalstaat zur modernen Großmacht. Der Unmut der russischen Bevölkerung angesichts immer neuer Hiobsbotschaften wuchs und wurde durch die bereits bestehenden innenpolitischen Probleme verschärft. 
Der russische Zar Nikolaus II. war daraufhin gezwungen, ein Vermittlungsangebot des amerikanischen Präsidenten Theodore Roosevelt für den Beginn von Friedensverhandlungen anzunehmen. Am 5. September 1905 wurde der Vertrag von Portsmouth unterzeichnet.

## Rezeption in der Literatur
Der deutsche Schriftsteller Frank Thiess schrieb 1936 den Tatsachenroman Tsushima – Der Roman eines Seekrieges (1949 überarbeitet und mit ausführlichen Quellenangaben, Anmerkungen und Karten versehen).